# Гущино (Сафоновський район)
Гущино (рос. Гущино) — присілок Сафоновського району Смоленської області Росії. Входить до складу Пушкінського сільського поселення.
Населення — 6 осіб (2007 рік).